# 天津奥林匹克体育中心游泳跳水馆
天津奥林匹克体育中心游泳跳水馆，简称天津奥体中心游泳跳水馆，曾名天津奥林匹克中心水上中心，是一座位于中国天津市南开区的体育场馆，该场馆于2012年建成，主要承接在天津的举办的跳水、游泳、水球、花样游泳等运动赛事并作为2013年东亚运动会和2017年全运会的主要比赛场馆。

## 位置
天津奥林匹克体育中心游泳跳水馆，坐落于天津奥林匹克中心区域内，天津奥体中心位于天津市区西南部，东临卫津南路，西临水上西路，南临凌水道，北临宾水西道。

## 场馆结构
天津奥林匹克体育中心游泳跳水馆，高30米，跨度为64米，建筑面积为37002平方米，为一座砼框架，钢结构四层建筑，地下设有一层，可同时容纳4000名观众。水上中心内部分为竞赛区和康体区两大功能区。其中，竞赛区内设有比赛池和跳水池等。康体区内设有曲臂器、水中漫步器、水中自行车等。

## 相关链接
- 天津体育中心
- 天津奥林匹克体育中心体育场